# Marchowo Wschodnie
Marchowo Wschodnie (kasz. Jezoro Môrchòwsczé) – jezioro przepływowe położone w województwie pomorskim, w powiecie wejherowskim, w gminie Szemud, na północ od Kielna i południowy zachód od Koleczkowa, na północy Pojezierza Kaszubskiego. Jezioro jest połączone przez Zagórską Strugę z jeziorem Marchowo Zachodnie. Ogólna powierzchnia jeziora wynosi 18,2 ha.